# Блочно-комплектне будівництво
Бло́чно-компле́ктне будівни́цтво (рос. блочнокомплектное строительство; англ. block construction, prefabricated building; нім. Blockbauweise) — комплекс взаємопов'язаних технологічних, технічних і організаційних прийомів зі створення і застосування блочних (БП) і блочно-комплектних (БКП) пристроїв.

Блочно-комплектне будівництво.

Блочно-комплектне будівництво поширене на об'єктах нафтової і газової промисловості: при облаштуванні нафтових і газових промислів, будівництві нафтоперекачувальних, компресорних і газорозподільних станцій магістральних трубопроводів; газопереробного устаткування і ін. Застосування блочно-комплектного будівництва пов'язано із специфікою розробки нафтових і газових родовищ, вимогами безперервного нарощування потужностей на перших етапах розробки і заміни обладнання при зміні технологічних параметрів та наступного демонтажу. Застосування блочно-комплектного будівництва ґрунтується на забезпеченні поставок на будівельні майданчики повністю зібраних і випробуваних БП і БКП, а також комплектів матеріалів, які відносяться до них, деталей, арматури і вузлів, що доставляються на будівельні майданчики відповідно до робочої специфікації об'єкта.
БП виконуються у вигляді блоків, блок-контейнерів і блок-боксів. Застосування БП значно зменшує витрати на проектування і виробництво обладнання на заводах за рахунок серійного випуску. Перенесення будівельно-монтажних робіт з будівельних майданчиків на промислові підприємства (до 95-99% вартості реалізується поза будівельними майданчиками) і зменшення кількості витрачених матеріалів на об'єктах (у 5-8 разів порівняно з традиційними проектними рішеннями) дають змогу в 3-15 разів знизити тривалість і трудомісткість будівельно-монтажних робіт у цілому, а також вартість будівництва (на 15-25%).